# Ordnance
Ordnance (军械所) est un groupe de power metal chinois, originaire de Pékin. Selon le guitariste Liu, Ordnance est un groupe politique. En 2013, leur musique est bannie de la Chine, car elle vise directement l'image du gouvernement.

## Biographie
Le groupe est formé en 1999 en tant que quatuor. Au fil des années, le groupe fait face à de multiples changements de formation. À l'origine, le groupe joue dans différents clubs mongoles avant de se relocaliser à Pékin, en Chine, en 2000. À ses débuts, Ordnance ouvre une boite de nuit rock pour promouvoir sa musique.
Ordnance publie son premier album studio, intitulé Struggle, en 2005, au label RHC, auquel ils signet la même année,. Ils jouent notamment au Midi Music Festival et dans 19 autres concerts locaux. En 2006, le groupe participe à un festival local jouant pour 2 000 spectateurs. En 2008, le groupe publie son deuxième album studio, Rock City au label Dime Records. En août 2009, ils jouent en tête d'affiche au festival InMusic à Zhangbei.
En 2011, le groupe publie l'EP 成为公民 / Becoming a Citizen. En 2013, leur musique est bannie de la Chine, car elle vise directement l'image du gouvernement. En 2014 sort leur troisième album studio, Tear Down this Wall.

## Membres
- Yang Zi - basse
- Zhao Peng - batterie
- Liu Lixin - guitare
- Ying Peng - chant

## Discographie
- 2005 : Struggle
- 2008 : Rock City
- 2011 : 成为公民 / Becoming a Citizen (EP)
- 2014 : Tear Down this Wall